# Procureur du bien public

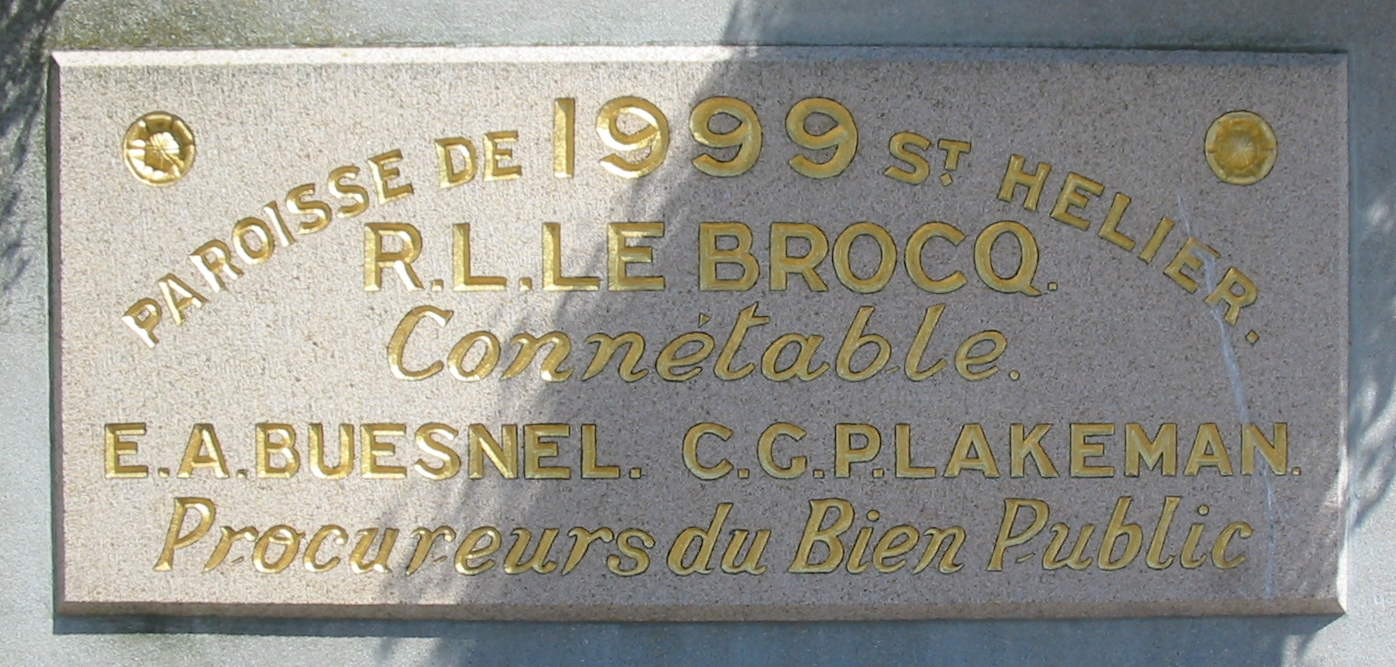
Plaque officielle du connétable et des deux procureurs du bien public de Saint-Hélier.

Le procureur du bien public est un représentant juridique et financier d'une paroisse à Jersey. 
Les procureurs du bien public sont nommés pour une période de trois ans, par le biais d'une élection ouverte dans la paroisse. Cette fonction est similaire à celle d'un échevin ou d'un conseiller municipal.
Il y a deux procureurs du bien public dans chaque paroisse. Leur tâche est d'agir en tant que représentant légal de l'assemblée paroissiale, sur le suivi des finances et coordonner sa mission avec celle du Connétable faisant fonction de maire de la paroisse. 
L'assemblée paroissiale vote les autorisations financières, la rédaction des actes et les conclusions de contrats signés par les deux procureurs du bien public au nom de la paroisse.
Depuis 2003, en accord avec l'amendement sur les élections publiques (loi de 2003), les procureurs du bien public sont élus lors des élections publiques. 
Avant 2003, les assemblées paroissiales élisaient leurs propres Procureurs du Bien Public selon les dispositions de la "loi au sujet des assemblées paroissiales" de 1804.